# Розлязлув
Розлязлув (пол. Rozlazłów) — село в Польщі, у гміні Сохачев Сохачевського повіту Мазовецького воєводства.
Населення — 374 особи (2011).
У 1975-1998 роках село належало до Скерневицького воєводства.

## Демографія
Демографічна структура станом на 31 березня 2011 року:
|          | Загалом | Допрацездатний вік | Працездатний вік | Постпрацездатний вік |
| -------- | ------- | ------------------ | ---------------- | -------------------- |
| Чоловіки | 185     | 48                 | 120              | 17                   |
| Жінки    | 189     | 47                 | 112              | 30                   |
| Разом    | 374     | 95                 | 232              | 47                   |